# Agent wojskowy

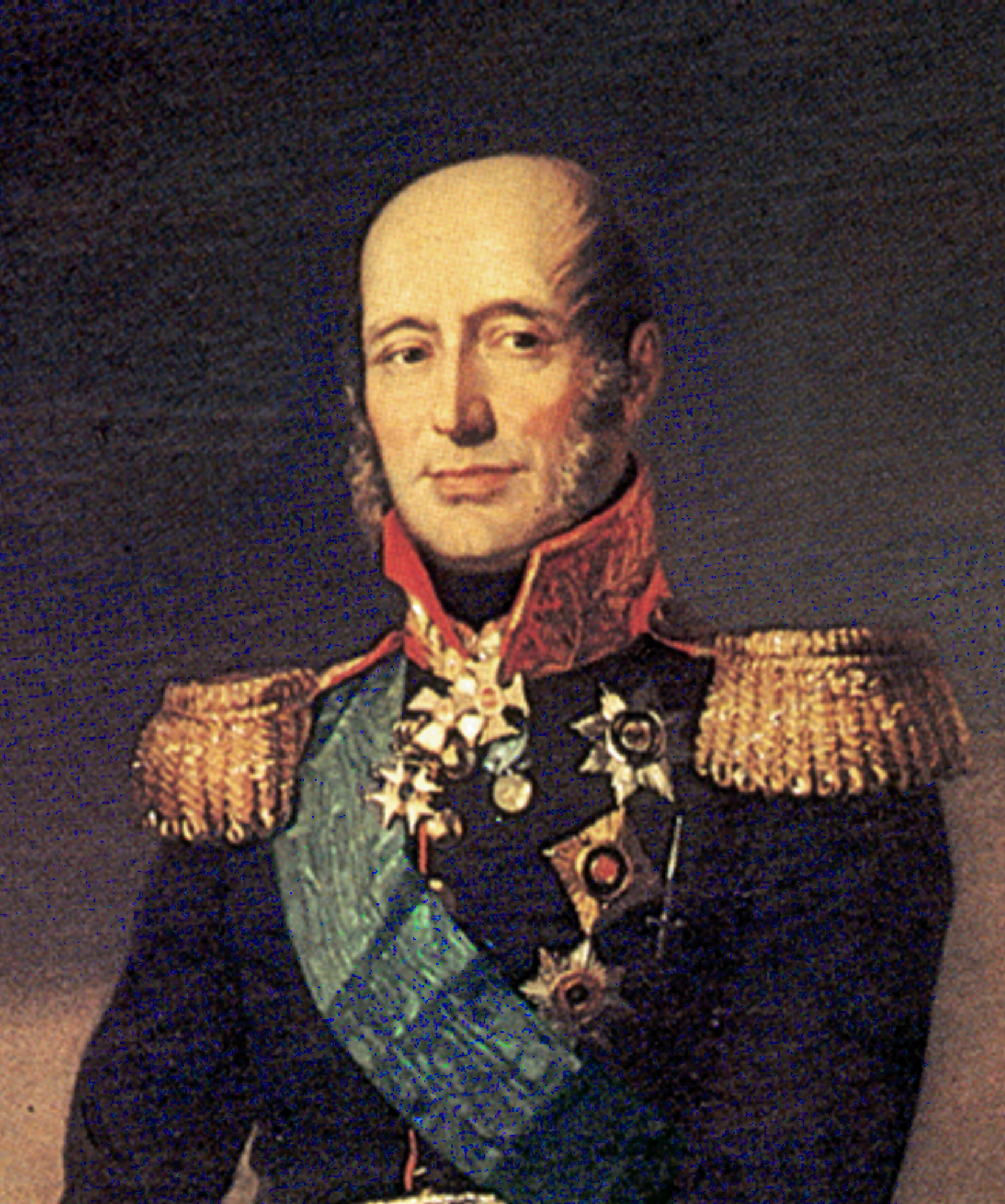
Generał feldmarszałek książę Michaił Barclay de Tolly

Agent wojskowy (ros. военный агент) – dyplomatyczny przedstawiciel wojskowy Imperium Rosyjskiego.
Instytucja agentów wojskowych została utworzona w 1810, z rozkazu wojskowego ministra Rosji Michaiła Barclay de Tolly do zagranicznych poselstw oddelegowano pierwszych stałych przedstawicieli wojskowych. Ich głównym zadaniem było prowadzenie wywiadu agenturalnego. Wprowadzono profesjonalne zasady zdobywania ważnych tajnych informacji, wywiad zagraniczny strukturalnie formował się w wojsku. Jednocześnie zagadnienia wywiadu zagranicznego pozostawały również w gestii Ministerstwa Spraw Zagranicznych.